# A quien quiera escuchar
A quien quiera escuchar è il decimo album in studio del cantante portoricano Ricky Martin, pubblicato nel febbraio 2015.

## Tracce
1. Adiós – 4:00
2. Disparo al corazón – 3:50
3. Isla bella – 4:55
4. Perdóname – 4:00
5. Náufrago – 3:26
6. La mordidita (featuring Yotuel) – 3:31
7. Cuanto me acuerdo de ti – 3:31
8. Mátame otra vez – 4:03
9. Nada – 3:25
10. A quien quiera escuchar – 4:10

## Classifiche
| Classifica (2015)            | Posizione raggiunta |
| ---------------------------- | ------------------- |
| Argentina                    | 1                   |
| Belgio (Fiandre)             | 121                 |
| Belgio (Vallonia)            | 97                  |
| Corea del Sud                | 28                  |
| Italia                       | 65                  |
| Messico                      | 2                   |
| Spagna                       | 3                   |
| Stati Uniti                  | 20                  |
| Stati Uniti Latin Top Albums | 1                   |
| Svizzera                     | 49                  |
| Uruguay                      | 3                   |